# Saint-Romain-d'Ay
Saint-Romain-d'Ay é uma comuna francesa na região administrativa de Auvérnia-Ródano-Alpes, no departamento de Ardèche. Estende-se por uma área de 9,36 km². Em 2010 a comuna tinha 1 267 habitantes (densidade: 135,4 hab./km²).